# (78392) Dellinger
(78392) Dellinger (2002 PM165) – planetoida z grupy pasa głównego asteroid okrążająca Słońce w ciągu 4,41 lat w średniej odległości 2,69 j.a. Odkryta 9 sierpnia 2002 roku.